# Сигстадстё, Гуннар
Гу́ннар Сигстадстё (норв. Gunnar Sigstadsø) — норвежский кёрлингист.
В составе мужской сборной Норвегии участник двух чемпионатов мира (оба раза заняли шестое место) и чемпионата Европы 1976 (стали серебряными призёрами).
Играл на позиции первого.

## Достижения
- Чемпионат Европы по кёрлингу: серебро (1976).

## Команды
| Сезон   | Четвёртый      | Третий                                  | Второй        | Первый            | Турниры                     |
| ------- | -------------- | --------------------------------------- | ------------- | ----------------- | --------------------------- |
| 1975—76 | Кристиан Сёрум | Эйгиль Рамсфьелл                        | Гуннар Меланд | Гуннар Сигстадстё | ЧМ 1976 (6 место)           |
| 1976—77 | Кристиан Сёрум | Мортен Сёрум (ЧЕ) Эйгиль Рамсфьелл (ЧМ) | Гуннар Меланд | Гуннар Сигстадстё | ЧЕ 1976 · ЧМ 1977 (6 место) |

(скипы выделены полужирным шрифтом)